# Cadel Evans Great Ocean Road Race 2019
La 5.ª edición de la clásica ciclista Cadel Evans Great Ocean Road Race fue una carrera en Australia que se celebró el 27 de enero de 2019 sobre un recorrido de 164 kilómetros.
La carrera formó parte del UCI WorldTour 2019, siendo la segunda competición del calendario de máxima categoría mundial. El vencedor final fue el italiano Elia Viviani del Deceuninck-Quick Step seguido del australiano Caleb Ewan del Lotto Soudal y el sudafricano Daryl Impey del Mitchelton-Scott.

## Recorrido
El recorrido fue un poco similar al del Campeonato Mundial de Ciclismo en Ruta de 2010 realizado en Melbourne, sin embargo, el diseño del circuito fue realizado por el exciclista profesional Scott Sunderland, bajo la supervisión de Cadel Evans. La carrera inicia en los suburbios de Geelong's Waterfront, luego el pelotón transcurre por los primeros 30 kilómetros llanos hasta llegar a la ciudad de Barwon Heads, lugar de nacimiento y residencia de Cadel Evans. Más adelante, la carrera se desplaza a través de la costa pacífica donde el viento juega un factor determinante para los ciclistas. A continuación, la carrera comienza a entrar en los bellos lugares de Torquay, un paraíso para los lugareños y un escape muy querido para los visitantes de todo el mundo. A través de la calle principal, la carrera se encuentra con la famosa Great Ocean Road donde las numerosas familias, nadadores y surfistas que se reúnen alrededor de las concurridas playas de Torquay harán una pausa para ver el colorido del pelotón rodar por esta famosa calle australiana. Finalmente, el pelotón se dirige a un circuito de 3 vueltas con varias cotas antes de llegar a meta, donde será la última oportunidad para un oportunista escaparse antes de alzar los brazos hasta meta en Geelong's Waterfront después de recorrer 164 kilómetros.

## Equipos participantes
Tomaron parte en la carrera 16 equipos: 15 de categoría UCI WorldTeam; y 1 de categoría Continental. Formando así un pelotón de 110 ciclistas de los que acabaron 99. Los equipos participantes fueron:
| WorldTeams (15)- AG2R La Mondiale - EF Education First - Astana - Bora-hansgrohe - Lotto Soudal - Mitchelton-Scott - Deceuninck-Quick Step - Dimension Data - CCC Team - Katusha-Alpecin - Team Jumbo-Visma - Sky - Team Sunweb - Trek-Segafredo - UAE Team Emirates translation for headoftableIII_translate index 39 not found- Korda Mentha Real Estate Australia |
| |

## Clasificación final
- Las clasificaciones finalizaron de la siguiente forma:[5]

| \| Clasificación general \| Clasificación general \| Clasificación general \| Clasificación general \| Clasificación general \| \| Ciclista \| Ciclista \| Equipo \| Tiempo \| \| \| --------------------- \| --------------------- \| --------------------- \| --------------------- \| --------------------- \| \| 1.º \| Elia Viviani \| Deceuninck-Quick Step \| 3 h 54 min 35 s \| \| \| 2.º \| Caleb Ewan \| Lotto-Soudal \| + 0 s \| \| \| 3.º \| Daryl Impey \| Mitchelton-Scott \| + 0 s \| \| \| 4.º \| Ryan Gibbons \| Dimension Data \| + 0 s \| \| \| 5.º \| Jens Debusschere \| Katusha-Alpecin \| + 0 s \| \| \| 6.º \| Luke Rowe \| Team Sky \| + 0 s \| \| \| 7.º \| Michael Mørkøv \| Deceuninck-Quick Step \| + 0 s \| \| \| 8.º \| Jay McCarthy \| Bora-Hansgrohe \| + 0 s \| \| \| 9.º \| Owain Doull \| Team Sky \| + 0 s \| \| \| 10.º \| Luis León Sánchez \| Astana \| + 0 s \| \| |                   |                       |                 |
| |                   |                       |                 |
| Fuente: ProCyclingStats |                   |                       |                 |
| Clasificación general |                   |                       |                 |
| Ciclista | Ciclista          | Equipo                | Tiempo          |
| 1.º | Elia Viviani      | Deceuninck-Quick Step | 3 h 54 min 35 s |
| 2.º | Caleb Ewan        | Lotto-Soudal          | + 0 s           |
| 3.º | Daryl Impey       | Mitchelton-Scott      | + 0 s           |
| 4.º | Ryan Gibbons      | Dimension Data        | + 0 s           |
| 5.º | Jens Debusschere  | Katusha-Alpecin       | + 0 s           |
| 6.º | Luke Rowe         | Team Sky              | + 0 s           |
| 7.º | Michael Mørkøv    | Deceuninck-Quick Step | + 0 s           |
| 8.º | Jay McCarthy      | Bora-Hansgrohe        | + 0 s           |
| 9.º | Owain Doull       | Team Sky              | + 0 s           |
| 10.º | Luis León Sánchez | Astana                | + 0 s           |

## UCI World Ranking
La Cadel Evans Great Ocean Road Race otorgó puntos para el UCI World Ranking para corredores de los equipos en las categorías UCI WorldTeam, Profesional Continental y Equipos Continentales. Las siguientes tablas son el baremo de puntuación y los corredores que obtuvieron puntos:
| Posición   | 1.º | 2.º | 3.º | 4.º | 5.º | 6.º | 7.º | 8.º | 9.º | 10.º | 11.º | 12.º | 13.º | 14.º | 15.º-20.º | 21.º-30.º | 31.º-50.º | 51.º-55.º | 56.º-60.º |
| Puntuación | 300 | 250 | 215 | 175 | 120 | 115 | 95  | 75  | 60  | 50   | 40   | 35   | 30   | 25   | 20        | 12        | 5         | 2         | 1         |

| Clasificación |                   |                       |        |
| Ciclista      | Ciclista          | Equipo                | Puntos |
| ------------- | ----------------- | --------------------- | ------ |
| 1.º           | Elia Viviani      | Deceuninck-Quick Step | 300    |
| 2.º           | Caleb Ewan        | Lotto Soudal          | 250    |
| 3.º           | Daryl Impey       | Mitchelton-Scott      | 215    |
| 4.º           | Ryan Gibbons      | Dimension Data        | 175    |
| 5.º           | Jens Debusschere  | Katusha-Alpecin       | 120    |
| 6.º           | Luke Rowe         | Sky                   | 115    |
| 7.º           | Michael Mørkøv    | Deceuninck-Quick Step | 95     |
| 8.º           | Jay McCarthy      | Bora-Hansgrohe        | 75     |
| 9.º           | Owain Doull       | Sky                   | 60     |
| 10.º          | Luis León Sánchez | Astana                | 50     |

## Ciclistas participantes y posiciones finales
Convenciones:
- AB-N: Abandono en la carrera
- FLT-N: Retiro por llegada fuera del límite de tiempo en la carrera
- NTS-N: No tomó la salida para la carrera
- DES-N: Descalificado o expulsado en la carrera